# متحف سعود بن سعد بن هريش
متحف سعود بن سعد بن هريش أحد متاحف منطقة مكة المكرمة في محافظة ميسان، أسسه سعود سعد هريش القرشي المالكي، يعتبر المتحف من المتاحف الغنية كما ونوعا من حيث القطع التراثية التي تمثل تراث المنطقة، وقد تم توزيع القطع النراثسة على عشر غرف أو قاعات صغيرة متصلة ببعضها عن طريق أبواب بين كل قاعة والتي تليها، وقد وضع صاحب المتحف في عين الاعتبار أسلوب التخصص الوظيفي والمهني فأدوات القهوة تم عرضها في قاعة وأدوات الطبخ والأكل والشرب عرضت في قاعة أخرى، والأسلحة وأدوات الحرب في قاعة، والملابس النسائية وأدوات التجميل والحلي وكذلك الملابس الرجالية في قاعة، كذلك تم تخصيص قاعة لجهاز العروس والأشياء التي تشرح طقوس الزواج في منطقة مكة المكرمة , وكذلك عرضت الأدوات الحجرية في قاعة مستقلة، كما تم تخصيص قاعة للآلات والأدوات الزراعية.

## وصلات خارجية
- فيديو مصور لمتحف سعود بن هريش